# Marche à l'ombre (série télévisée)
Pour les articles homonymes, voir Marche à l'ombre.
 (décembre 2016).
Si vous disposez d'ouvrages ou d'articles de référence ou si vous connaissez des sites web de qualité traitant du thème abordé ici, merci de compléter l'article en donnant les références utiles à sa vérifiabilité et en les liant à la section « Notes et références ».
Marche à l'ombre est une série télévisée dramatique québécoise en 26 épisodes de 45 minutes diffusée entre le 12 octobre 2015 et le 16 novembre 2017 à Super Écran.

## Synopsis
La vie professionnelle et sentimentale de quatre criminologues vivant en colocation à Montréal : Rachel, Tania, Audrey et Tom

## Distribution
- Laurence Leboeuf : Rachel Marchand
- Catherine Brunet : Audrey Cardin
- Éric Robidoux : Tom Favreau
- Ève Duranceau : Tania Lessard
- Sylvain Marcel : Gilbert Levac
- Maxime De Cotret : Éric Barbeau
- Gildor Roy : Lucien « Mitaine » Thériault
- Jean-Carl Boucher : Martin Sauriol
- Antoine Pilon : Jo Barbeau
- Jean-Sébastien Courchesne : Mathieu Hogue
- David Savard : Richard Vaillant
- Geneviève Brouillette : Marie-Claude Barbeau
- Jean-François Mercier : M. Beaudoin
- Monique Spaziani : Simone Gagnon
- Félix-Antoine Duval : Olivier Wakil Tremblay
- Martin Dubreuil : Pierre
- Alexis Martin : Richard
- Didier Lucien : Honoré Martelly
- Michelle Labonté : Claire
- Étienne De Passillé : Christian
- Guy Thauvette : Alain
- Simon Labelle-Ouimet : Alexis
- Fanny Migneault-Lecavalier : Lana
- Mathieu Lepage : Greg
- Nicolas Fontaine : Philippe
- Christine Beaulieu : Vicky Lamoureux
- Simon Pigeon : Antoine
- Olivier Loubry : Sébastien Girard
- Benoît Gouin : Jean DeMarco, professeur criminologie
- Simon Larouche : Max
- Yves Amyot : inspecteur Jean-Yves Daoust
- André Lacoste : concierge
- Marc-André Boulanger : gros motard
- Maxime Bessette : JP
- Vincent Fafard : ami policier
- Christiane Pasquier : lectrice de nouvelles
- Denis Houle : M. Poirier
- Sébastien Rajotte : entraîneur
- Thérèse Perreault : Mme Lavoie
- Victor Andrés Trelles Turgeon : Émilio Mendez
- Marcel Leboeuf : Gaétan
- Jean-Guy Bouchard : Momo Morin
- Guy-Daniel Tremblay : Golden Dagenais
- Lorraine Auger : juge
- Pierre-Luc Fontaine : résident
- Hugues Saint-Louis : résident
- Louis Sincennes : résident
- Luc Boucher : contremaître
- Karl Farah : barbu tatoué
- Justin Laramée : crâne rasé
- Sylvio Archambault : Hitman
- Ludivine Reding : Véro
- Mani Soleymanlou : Amhed
- Christian E. Roy : Étienne Perras
- Anik Vermette : lectrice de nouvelles
- Martin Boily : lecteur de nouvelles

## Fiche technique
- Scénario : Ian Lauzon, Ludovic Huot, Mathieu McGraw, Catherine Léger
- Réalisation : Francis Leclerc
- Société de production : Avenue Productions

## Épisodes

### Deuxième saison (2016)
Elle a été diffusée à partir du 6 octobre 2016.

### Troisième saison (2017)
Elle a été diffusée à partir du 12 octobre 2017.